# Стадіон імені Роберто Мелендеса
«Естадіо Метрополітано Роберто Мелендес» (ісп. Estadio Metropolitano Roberto Meléndez) — багатофункціональний стадіон у Барранкільї, Колумбія, домашня арена футбольних клубів «Хуніор де Барранкілья» і «Барранкілья», а також одна з домашніх арен збірної Колумбії з футболу.
Стадіон побудований та відкритий 1986 року з місткістю 49 612 місць у  рамках подання Колумбією заявки на прийняття Чемпіонату світу з футболу 1986 року. У 2011 році арена була реконструйована в рамках підготовки до Чемпіонату світу з футболу серед молодіжних команд, матчі якого проводилися на стадіоні. Після реконструкції та розширення місткість арени становить 46 692 глядачі. До цього на стадіоні було встановлено сучасне електронне відеотабло. 
Арена приймала матчі в рамках Національних ігор Колумбії 1992 року, Ігор Центральної Америки та Карибського басейну 2006 року, Кубка Америки з футболу 2001 року, фінали Апертури 2009 та 2010 років, Чемпіонат світу з футболу серед молодіжних команд 2011 року та інших національних та регіональних спортивних змагань.
Стадіону присвоєно ім'я колумбійського футболіста, тренера та футбольного функціонера Роберто Мелендеса.
Окрім офіційної назви «Естадіо Метрополітано Роберто Мелендес», арена має прізвиська, які доволі часто вживаються як ім'я стадіону. Серед них: «Ель Метро», «Ла Каса де ла Селессіон», «Ель Колосо де ла Сьюдадела», «Ель Темпло дель Футбол», «Коломбіано».
На території стадіону розташовані пам'ятні галереї, присвячені національній боротьбі братніх Колумбії країн.